# لتحيا اللغة العربية: يسقط سيبويه
لتحيا اللغة العربية: يسقط سيبويه هو كتاب للمؤلف شريف الشوباشي. صدرت الطبعة الأولى والثانية من الكتاب عام 2004 عن الهيئة المصرية العامة للكتاب، وصدرت الطبعة الثالثة عن دار نشر مدبولي الصغير. يعرض الكتاب مسألة صعوبة اللغة العربية ويعالجها معالجة جديدة أثارت ضجة كبيرة. اُتهم شريف الشوباشي على إثر هذا الكتاب بأنه ضد اللغة العربية ويعمل على ضياعها وضياع القرآن.

## أقسام الكتاب
يقع الكتاب في عشرة أبواب كما يلي:
1. برج بابل
2. هل هناك لغة عالمية؟
3. رسالة إلى حراس الضاد
4. هل العربية لغة مقدسة؟
5. المسيحيون والعربية
6. المتنبي يخاف من الإعراب
7. شيزوفرينيا لغوية
8. غاية اللغة
9. ضد تحنيط العربية
10. الاستثناء العربي

## عن الكتاب
الدعوى الأساسية التي يتبناها الكتاب هي عدم تحنيط اللغة والسعي إلى تغييرها وجعلها أكثر سهولة. ويُبرهن الكاتب على صحة وفائدة دعواه عن طريق ضرب أمثلة من لغات أوروبية طُورت عمدًا من أجل التيسير. وتلك الرسالة ترتبط تمام الارتباط بمقولة د. طه حسين الشهيرة وهي: «إن اللغة العربية ليست ملكًا لرجال الدين... ولكنها ملك للذين يتكلمونها جميعًا من الأمم والأجيال». وقد افتتح الشوباشي كتابه بهذه العبارة.

## انتقاد الكتاب
يذكر المؤلف في مقدمة الطبعة الثالثة من كتابه بعضًا مما وُجه إليه من نقد، فيقول أن البعض هاجمه بدعوى أنه يدعو إلى نبذ اللغة العربية الفصحى، وهناك من انتقده لأنه يبدو وكأنه يدعو إلى هدم اللغة العربية، وذهب الآخرون إلى أن الشوباشي يطالب في كتابه بتدمير النحو العربي، وهناك انتقادات أخرى موجهه للشوباشي نفسه لأنه ليس عالم أو خبير في اللغة، ويذكر الكاتب أيضًا أن هناك من نسى كل الكتاب وركز فقط على الأمثلة العملية التي تخيرها المؤلف والتي يقول المؤلف إنها جاءت على سبيل الإيضاح ليس إلا.

## نقد الكتاب
أورد المؤلف في نهاية الطبعة الثالثة من كتابه بعضًا من النقد الذي وجه لكتابه، وفيما يلي بعضًا منه:
- «عنوان الكتب المثير هو في رأيي عنوان مقصود. فقد نجح في إثارة وجذب الانتباه وصنع مناخًا من الحوار في قضية آن أوان طرحها على المستوى القومي» (فاروق شوشة، الأهرام).
- «ليس مستغربا أن يثير كتاب ردودا ثقافية؛ لكن أن يتحول إلى قضية في مجلس نواب. فهذا غير مألوف وغير مبرر» (جوزيف باسيل، النهار اللبنانية)
- «كتاب أقام الدنيا ولم يقعدها بعد» (أحمد صالح، الأخبار)
- "شريف الشوباشي يقتحم اليوم حقل الألغام الذي انفجر قبلاً في كل من أراد أن يقترب من تابوهات اللغة العربية بقصد تحريرها من جمودها وإحيائها ودفع ماء التطور في أوصالها التي تيبست على قواعد الزمن الغابر البعيد التي أسسها نحاة مثل سيبويه.

وفي كتابه الطموح والجريء "لتحيا اللغة العربية: يسقط سيبويه" أطلق الشوباشي قذيفة نافذة؛ ولكنها لا تكفي وحدها، ولنعتبرها مجرد فتح انطلاقه لتخرج إلى الساحة كل الاجتهادات والأفكار دون خوف أو جزع" (أسامة أنور عكاشة، الوفد).